# Dinas, Zamboanga del Sur
Dinas là một đô thị cấp bốn ở tỉnh Zamboanga del Sur, Philippines. Theo điều tra dân số năm 2000, đô thị này có dân số 31.570 người trong 6.033 hộ.

## Các đơn vị hành chính
Dinas, về mặt hành chính, được chia thành 30 khu phố (barangay).
| - Bacawan - Benuatan - Beray - Don Jose - Dongos - Đ Migpulao - Guinicolalay - Ignacio Garrata (New Mirapao) - Kinacap - Legarda 1 - Legarda 2 - Legarda 3 - Lower Dimaya - Lucoban - Ludiong | - Nangka - Nian - Old Mirapao - Pisa-an - Poblacion - Proper Dimaya - Sagacad - Sambulawan - San Isidro - Songayan - Sumpotan - Tarakan - Upper Dimaya - Upper Sibul - West Migpulao |